# Marie Anne de Mailly-Nesle
Marie Anne de Mailly-Nesle (5 de octubre de 1717-8 de diciembre de 1744), duquesa de Châteauroux, fue la más joven de las cinco hermanas de Nesle, cuatro de las cuales fueron amantes del rey Luis XV. Ella lo fue de 1742 a 1744.

## Primeros años, familia y matrimonio
Marie Anne nació como la quinta y última hija de Louis de Mailly, marqués de Neslé y de Mailly, príncipe de Orange (1689-1767) y su esposa, Armande Félice de La Porte Mazarino (1691-1729). Sus padres se casaron en 1709. Su madre era hija de Paul Jules de La Porte, duque de Mazarino y de La Meilleraye (1666-1731), hijo de la famosa aventurera, Hortensia Mancini, sobrina del cardenal Mazarino. Marie Anne tenía cuatro hermanas mayores:
- Louise Julie de Mailly-Nesle, condesa de Mailly (1710-1751).
- Pauline Félicité de Mailly-Nesle, Mademoiselle de Nesle, marquesa de Vintimille (1712-1741).
- Diane-Adélaïde de Mailly-Nesle, Mademoiselle de Montcavrel, duquesa de Lauraguais (1713-1760).
- Hortense Félicité de Mailly-Nesle, Mademoiselle de Chalon, duquesa de Flavacourt (1715-1763).

La única de las hermanas Nesle en no convertirse en amante de Luis XV fue la marquesa de Flavacourt. Louise Julie fue la primera de las hermanas en atraer al rey seguida por Pauline Félicité, pero fue Marie Anne la que mejor pudo manipular al rey y obtener un gran poder político.
Marie Anne tenía una media hermana menor, Enriqueta de Borbón (1725-1780), Mademoiselle de Verneuil, fruto de la relación de su madre con el duque de Borbón, primer ministro de Luis XV desde 1723 hasta 1726.
Durante su juventud, Marie Anne fue conocida como Mademoiselle de Monchy. El 19 de junio de 1734 se casó con Jean Baptiste Louis, marqués de La Tournelle (1708-1740).
Era amiga de Carlota Aglaé de Orleans, nieta de Luis XIV y Madame de Montespan.

## Amantes de Luis XV
En 1726, la hermana mayor de Marie Anne, Louise Julie, se casó con su primo, Louis Alexandre de Mailly, conde de Mailly. Poco después atrajo la atención del rey Luis XV y obtuvo el permiso de su marido para convertirse en amante real. Aunque se convirtió en amante del rey en 1732, no fue reconocida oficialmente como "amante oficial" (mâitresse-en-titre) hasta 1738. Louise Julie no utilizó su nueva posición en la corte para enriquecerse o para interferir en política.
Ese mismo año de 1738 recibió una carta de su hermana menor Pauline Félicité, en la que le pedía se invitada a la corte. Louise Julie concedió el deseo de su hermana, pero a su llegada a la corte Pauline Félicité sedujo al rey y se convirtió en su nueva amante.
Mientras Madame de Mailly era la amante oficial, el rey se enamoró de Pauline Félicité y arregló su matrimonio con el marqués de Vintimille. Incluso le otorgó el castillo de Choisy-le-Roi, como regalo. Madame de Vintimille rápidamente quedó embarazada del rey, y murió al dar a luz un hijo ilegítimo en 1741. Posteriormente, el mejor amigo del rey, el manipulador duque de Richelieu, comenzó a buscar una nueva candidata que satisfaciese los deseos de su amigo real, ya que no deseaba que Madame de Mailly recuperase el afecto del rey. Finalmente se decidió por la hermana menor de Madame de Mailly y Madame de Vintimille, Marie Anne, viuda del marqués de La Tournelle.
En un baile de máscaras el Martes de Carnaval, en 1742, Richelieu llevó a Marie Anne hacia el rey y los presentó. La hermosa marquesa, sin embargo, en un primer momento rechazó las insinuaciones reales. Ella ya tenía un amante, el joven duque de Agénois (después duque de Aigillon), y no estaba dispuesta a renunciar a él, ni siquiera a favor del rey. Como resultado de ello, Luis conspiró con Richelieu, que era tío de Agénois, para librarse del joven. Richelieu estaba muy ansioso de hacer algo para lograr una relación entre el rey y Madame de La Tournelle porque sabía que Madame de Mailly no lo veía amablemente. El resultado final de sus deliberaciones fue que Luis, a imitación del David bíblico, envió a su rival a luchar contra los austríacos en Italia. Sin embargo, más afortunado que el esposo de Betsabé, el duque de Agénois solo resultó herido, y regresó a la corte con gloria.
Luis estaba desesperado, pero Richelieu, que era un hombre de recursos, no aceptó una ligera derrota. Envió a su sobrino al Languedoc, donde una hermosa joven había sido instruida para seducirlo. Intercambiaron apasionadas cartas, y ella entregó las recibidas a Richelieu, que a su vez se encargó de hacerlas llegar a la marquesa. La Tournelle, furiosa por el engaño, abandonó a su amante y dirigió su atención al rey aceptando la sugerencia de Richelieu y Soubise.

## Favorita real
Marie Anne no estaba enamorada pero decidió aprovechar para medrar. Sin embargo, presentó ciertas condiciones antes de su consentimiento. Solicitó a Luis que la cortejara públicamente y se negó a acostarse con él hasta que no le demostrara su amor otorgándole el título de duquesa y su correspondiente pensión, una casa "tan suntuosa como la de Madame de Montespan" donde ella podría entretenerle de acuerdo a su regia posición, la garantía de que cualquier niño nacido de la relación sería provisto y legitimado,  y el despido de su hermana de la corte y la trasmisión de su título de favorita real a ella. Esto era completamente nuevo para el soberano, pues ninguna de sus anteriores amantes le había exigido que las cortejara ni hiciera nada a cambio de sus favores. Richelieu le animó a cumplir los requisitos mostrándole a Marie Anne como una amante real de la que estar orgulloso. El cardenal Fleury, el todopoderoso primer ministro, trató de intervenir porque prefería a Madame de Mailly como amante real antes que a su hermana más ambiciosa y que seguro interferiría en la administración. Luis le contestó que le había dado el control sobre los asuntos políticos del reino, no sobre su vida personal.
A pesar de sus súplicas, Louise Julie fue finalmente expulsada de la corte el 2 de noviembre de 1742. Aunque sus demandas fueron satisfechas, Marie Anne no accedió a la unión carnal hasta el 19 de diciembre, tras lo cual "se mostró ostentosamente en la ópera" y se instaló a los pocos días en los apartamentos de la anterior favorita. Su primer acto de poder fue asegurar para su hermana favorita Diane Adelaïde, recién casada con el duque de Lauraguais, el cargo de dama de honor para la futura esposa del delfín (príncipe heredero). El 22 de octubre de 1743 le fue concedido oficialmente el Ducado de Châteauroux, con un ingreso anual de 80000 libras.
A la muerte del cardenal Fleury el 29 de enero de 1743, como él temía, le sustituyó como consejera política, ganándose la confianza del rey. Sin embargo, el conde de Maurepas y su círculo se opusieron a esa influencia, difundiendo coplillas satíricas para que el pueblo le perdiera el respeto. Cuando Richelieu fue nombrado primer gentilhombre de la Cámara, los parisinos lo apodaron "el presidente La Tournelle", en alusión a su benefactora.
La reina no toleraba a Louise Julie por haber sido la primera amante que tomó su esposo, pero se acabó acostumbrando. Sin embargo, Marie Anne la desagradaba todavía más. La soberana la consideraba arrogante e insolente y fingía dormir cuando estaba en su presencia. También hubo tensión con su hermana Madame de Flavacourt, pues temía que quisiera sustituirla. Pero ella, que era dama de honor de la reina, solo quería permanecer en su puesto en la corte, lejos de su detestado marido.

## Muerte
Aconsejada por Richelieu, Madame de Châteauroux consiguió que el rey se involucrase en la Guerra de Sucesión de Austria. Le visitó cuando estaba con su ejército en Dunkerque y de nuevo en Metz. En esta segunda ocasión la acompañó Diane Adelaïde, su hermana preferida y que por su conocida simpleza no consideraba una rival, al contrario que con Flavacourt. Un rumor malicioso aseguraba que ofrecía al rey ménage à trois con su hermana, por lo que la visita se convirtió en escándalo nacional. El rey cayó gravemente enfermo el 8 de agosto. Creyendo morir, Luis tuvo una crisis religiosa en la que se arrepintió de sus adulterios y amantes, deseando pedirle perdón a la reina. La soberana fue llamada a Metz y las hermanas despedidas. Durante el viaje de regreso a la capital, les salieron al paso algunas turbas amenazando con lincharlas y lanzando piedras a su cochero.
Luis XV se recuperó y, al regresar del campo de batalla, hizo una entrada triunfal en París. Marie Anne le visitó en secreto el 14 de noviembre y el día 25, el ministro Maurepas se vio obligado a escoltarla hasta Versalles, restaurada en su cargo como amante real. Su regreso fue descrito como un triunfo y se temía la venganza sobre sus enemigos. Sin embargo, al poco cayó con dolores convulsivos y calambres. Murió el 8 de diciembre de 1744, convencida en su lecho de muerte de haber sido envenenada. Fue enterrada aprisa y sin ceremonia en la iglesia de San Sulpicio de París el 13 de diciembre.
El rey se consoló brevemente con su hermana Diane Adelaïde pues pocos meses más tarde, en 1745, conoció a Madame de Pompadour.